# Super Mario Run
Super Mario Run (jap. スーパーマリオラン, Sūpā Mario Ran) ist ein Jump-’n’-Run-Videospiel, das vom japanischen Videospielkonzern Nintendo entwickelt und veröffentlicht wurde. Es ist eines von Nintendos ersten Spielen für Mobilgeräte.
Das Spiel wurde am 15. Dezember 2016 für das Betriebssystem iOS veröffentlicht. Die Android-Version erschien am 23. März 2017.

## Spielmechanik
Super Mario Run ist ein Jump-’n’-Run-Videospiel, in dem der Spieler seitlich auf die Szenerie blickt. Der Spieler übernimmt die Rolle der Spielfigur Mario, der im zweidimensionalen Raum automatisch von links nach rechts rennt. Dabei überwindet er selbstständig kleinere Hindernisse und Lücken. Der Spieler muss auf den Touchscreen drücken, um größere Hürden zu überspringen. Je länger man dabei den Bildschirm berührt, desto höher springt Mario.

## Rezeption
| Rezeption     | Rezeption |
| ------------- | --------- |
| Metawertungen |           |
| Datenbank     | Wertung   |
| Metacritic    | 76/100    |
| Bewertungen   |           |
| Publikation   | Wertung   |
| Game Informer | 7/10      |
| GameSpot      | 7/10      |
| GamesRadar    | [ 8 ]     |
| IGN           | 8/10      |
| Polygon       | 7/10      |

Das iOS-Spiel erhielt nach seiner Veröffentlichung allgemein positive Rezensionen von Kritikern mit einem aggregierten Ergebnis von 76 aus 100 Punkten auf Metacritic.
Laut Nintendo wurde die kostenlose Version bis zum November 2017 über 200 Millionen Mal heruntergeladen, der Absatz der ca. 10 € teuren Vollversion sei jedoch nicht zufriedenstellend.